# شیک لوچ
شان دیوین جیکوبس (به انگلیسی: Sean Divine Jacobs) (متولد ۹ نوامبر ۱۹۷۶)، که بیشتر با نام هنری خود، شیک لوچ (به انگلیسی: Sheek Louch) شناخته می‌شود، خواننده رپ آمریکایی است که به عنوان عضو در گروه د لاکس و بنیانگذار D-Block Records همراه با استایلز پی و جاداکیس فعالیت می‌کند.

## زندگی شخصی و شغلی
در حدود ۱۲ سالگی، او توسط دوستش جیسون فیلیپس (جاداکیس) به شعر علاقه‌مند شد. او و جیسون پس از جدا icon هفته سوم با سبک‌های مری جی. بلایژ «کشف» سه نفر، و آنها به زودی به امضا می‌شود شان کامز را از Bad Boy سوابق. اولین آلبوم آنها، پول، قدرت و احترام، در ۱۳ ژانویه ۱۹۹۸ منتشر شد.
شیک و دیگر اعضای لاکس بعداً از بد بیبی رکوردز جدا شدند و پس از آنکه این شرکت در اواخر دهه ۱۹۹۰ یک لیبل ضبط کرد، با شرکت مدیریت آنها Ruff Ryders قرارداد امضا کرد. Ruff Ryders همچنین محل زندگی دی‌ام‌اکس. آلبوم دوم گروه، ما خیابانها هستیم، در ۲۵ ژانویه ۲۰۰۰ منتشر شد. در همین حال، شیک، یک کارآفرین مشتاق، شروع به کار بر روی مارک D-Block خود، ساخت یک استودیو و جستجوی استعدادهای جدید برای عضویت در لیست خود کرد. در اکتبر ۲۰۰۶ او یک کارواش و ایستگاه بنزین D-Block را در زادگاهشان یانکرز، نیویورک افتتاح کرد.